# Marel
Marel ist ein isländisches Maschinenbauunternehmen, das sich auf Maschinen, Dienstleistungen und Software für die Lebensmittelindustrie spezialisiert hat.
Das Unternehmen gliedert sich in drei Hauptsparten, die sich jeweils an die geflügel-, die fleisch- und die fischverarbeitende Industrie wenden. Marel entwickelt, baut und vertreibt Maschinen und Anlagen für Prozesse entlang der gesamten Wertschöpfungskette der lebensmittelverarbeitenden Industrie, von der Schlachtung bis zur Verpackung.
Im Jahr 2018 übernahm Marel den Kehler Hersteller von Entschwartungs-, Entfettungs-, Entvlies- und Enthäutungsmaschinen Maja.
Im Jahr 2020 übernahm Marel den Schneidemaschinenhersteller Treif.